# Майкл Трукко
Е́двард Майкл Тру́кко (англ. Edward Michael Trucco, народився 22 червня 1970 року, Сан-Матео, Каліфорнія, США) — американський актор та режисер.

## Біографія
З кінця 90-х Трукко почав активно з'являтись в телевізійних серіалах. Він мав епізодичні ролі в наступних серіалах: «Дотик Ангела», «Беверлі-Хіллз, 90210», «Доктор Куін: Жінка-лікар», «Золоті крила Пенсаколи». У 2000-х він мав ролі в серіалах: «CSI: Місце злочину», «CSI: Маямі», «Сильні ліки», «Школа виживання».

## Фільмографія
- 2001 У вогні / Ablaze
- 2002 «Виконувач Бажань 4: Виконане пророцтво» (англ. Wishmaster 4), роль Стівена Вердела
- 2005 серіал Зоряний крейсер «Галактика», роль Самуеля Андерса
- 2007 фільм Пророк / Next, роль Кендела
- 2008 серіал Закон і порядок: Спеціальний корпус (англ. Law & Order: Special Victims Unit)[1], роль Еріка Лута
- 2008 серіал Теорія великого вибуху (телесеріал), роль доктора Девіда Андерхіла
- 2009 телесеріал V, роль Джона Мея
- 2010 серіал Касл, роль детектива Тома Демінга
- 2010 серіал «Все законно»(англ. Fairly Legal), роль Джастіна Патріка
- 2011 серіал «Як я зустрів вашу маму», роль невідомого чоловіка — таємного кохання Робін Щербацьки.
- 2016 фільм жахів «Тиша»
- 2017 фільм жахів «Байбаймен»